# Маркус Галсті
Маркус Галсті (фін. Markus Halsti, нар. 19 березня 1984, Гельсінкі) — фінський футболіст, захисник клубу «Мідтьюлланд».
Виступав, зокрема, за клуб «Мальме», а також національну збірну Фінляндії.
Триразовий чемпіон Швеції.

## Клубна кар'єра
У дорослому футболі дебютував 2003 року виступами за команду клубу ГІК, в якій провів чотири сезони, взявши участь у 77 матчах чемпіонату. 
У 2008 році захищав кольори команди клубу ГАІС.
Своєю грою за останню команду привернув увагу представників тренерського штабу клубу «Мальме», до складу якого приєднався 2008 року. Відіграв за команду з Мальме наступні шість сезонів своєї ігрової кар'єри.
Протягом 2015—2016 років захищав кольори команди клубу «Ді Сі Юнайтед».
До складу клубу «Мідтьюлланд» приєднався 2016 року. Відтоді встиг відіграти за команду з Гернінга 5 матчів в національному чемпіонаті.

## Виступи за збірні
У складі молодіжної збірної Фінляндії зіграв у 15 офіційних матчах.
У 2008 році дебютував в офіційних матчах у складі національної збірної Фінляндії. Наразі провів у формі головної команди країни 30 матчів.

## Титули і досягнення
- Чемпіон Фінляндії (3):

ГІК: 2003, 2020, 2021
- Чемпіон Швеції (3):

«Мальме»: 2010, 2013, 2014
- Чемпіон Данії (1):

Мідтьюлланн: 2017-18
- Володар Кубка Фінляндії (3):

ГІК: 2003, 2006, 2020
- Володар Суперкубка Швеції (2):

«Мальме»: 2013, 2014